# Alexandre Konovalov
Pour les articles homonymes, voir Konovalov.
Alexandre Vladimirovitch Konovalov (en russe : Александр Владимирович Коновалов) est un magistrat et homme politique russe, né le 9 juin 1968 à Léningrad, aujourd'hui Saint-Pétersbourg. 
De 2008 à 2020, il est ministre de la Justice de la fédération de Russie.
Il a le grade civil de conseiller d'État effectif de la fédération de Russie de 1re classe et de conseiller d'État effectif de justitia de la fédération de Russie.

## Biographie
Diplômé en droit de l'université de Léningrad, il a alors notamment pour condisciple Dmitri Medvedev, l'actuel Président du gouvernement russe, dont il restera un proche. Il s'est inscrit auprès du parquet de la ville en 1992, il va en gravir petit à petit les échelons jusqu'à en devenir le premier substitut du procureur de 2001 à 2005. Il a également été professeur de droit civil et de droit romain à l'université d'État de Saint-Pétersbourg. Il devient ensuite en 2005 procureur pour la République de Bachkirie, avant d'être nommé par le président Vladimir Poutine son représentant plénipotentiaire dans le district fédéral de la Volga à partir du 14 novembre 2005.
Le 12 mai 2008, il est nommé ministre de la Justice dans le gouvernement de Vladimir Poutine. Il s'agirait alors de l'un des rares membres du gouvernement directement imposés par le président russe, Dmitri Medvedev.